# Plage de Manzhou
La Plage de Manzhou (chinois traditionnel: 滿州海灘 ; pinyin: Mǎnzhōu Hǎitān ; anglais: Manzhou Beach) est une plage située dans le Parc national de Kenting, dans la péninsule de Hengchun, à comté de Pingtung, à l'extrême sud de Taïwan.

## Activités
La plage est un endroit où les gens font du surf.